# Enumeratio Stirpium Transsilvaniae
Enumeratio Stirpium Transsilvaniae, (abreujat Enum. Stirp. Transsilv.), és un llibre il·lustrat amb descripcions botàniques que va ser escrit pel metge, micòleg i botànic alemany, Johann Christian Gottlob Baumgarten. El 1816 va publicar el primer volum del seu treball de quatre volums sobre la flora transsilvana, denominat «Enumeratio Stirpium in Magno Transylvaniae Principatu praeprimis indigenarum»

## Publicacions
- Volum núm. 1, [i]-xxvii, [1]-427, 1816;
- Volum núm. 2, [i-x],¹[1]-392, Dec 1816;
- Volum núm. 3, [i]-xii, [1]-355, 1817;
- Volum núm. 4, [i]-iv, 1-236, 1846; Mantissa Ii-v], [1]-82, index [i]-viii, 1846; Índexs, [1]-112, 1846,